# Olympia Stadium
L’Olympia Stadium, connu aussi sous le nom de Detroit Olympia et surnommé The Old Red Barn, est l'ancienne salle multi-sport de la ville de Détroit.

## Histoire
Ouverte de 1927 à 1986, cette salle pouvait accueillir 16 700 spectateurs et voyait évoluer les Red Wings de Détroit de la Ligue nationale de hockey et les Pistons de Détroit en NBA. Les Red Wings quittent la patinoire en 1979 pour rejoindre le Joe Louis Arena après un dernier match, le 15 décembre, face aux Nordiques de Québec (match nul de 4-4) et les Pistons occupent la salle entre 1957 et 1961. Elle était aussi reconnue pour recevoir de grands rendez-vous de boxe, de catch mais aussi de musique. The Beatles, Elvis Presley, The Rolling Stones et Frank Sinatra y font notamment quelques concerts.
En 1977, la finale du championnat universitaire de hockey sur glace (NCAA) y est organisée entre les Wisconsin Badgers et les Minnesota Golden Gophers (victoire 6-5 en prolongation des Badgers).
Pour marquer le départ des Red Wings, la LNH choisit d'y organiser le 32e Match des étoiles.
Le NBA All-Star Game 1959 s'y déroule le 23 janvier 1959.
En 1987, la salle est démolie.